# Villamiel
Villamiel è un comune spagnolo di 758 abitanti situato nella comunità autonoma dell'Estremadura.